# أبزاخ
الأبزاخ إحدى القبائل الشركسية الديموقراطيّة الاثنا عشر، والتي لم تكن تحتوي على نظام الطبقات في هيكلها السكاني.

## التاريخ
يفصل بين الأبزاخ والشابسوغ نهر يسه قويسة، حيث تقع مناطق الشابسوغ إلى غرب مناطق الأبزاخ، حيث كان أبناء هذه القبيلة موزعين على أطراف سفوح جبال القفقاس حتى نهر صحة كواشة للتمويه وتوفير مناطق قابلة للدفاع عنها في حال مواجهة الجيوش القيصريّة الروسية الغازيّة ،وتوزعوا في مناطق الجبال والوديان والغابات لكي لا يؤخذوا على حين غرة وهي مناطق الأبزاخ الممتدة من جبال القفقاس وحتى مناطق البجادوغ في الشمال. -
وكان الأبزاخ غير خاضعين لقيادة أحد، حيث لم يكن لديهم النظام الطبقي، فكانوا يعدون جميعاً من طبقة الأحرار، باستثناء قيادات العشائر التي كانت متميزة من ناحيّة المكانة الاجتماعيّة، إلا أنهم كانوا متشابهين مع بقية الشعب بأسلوب الحيّاة الزراعي والرعوي، بالإضافة إلى إغاراتهم المتكررة على المستوطنين الذي استولوا على أراضيهم بدعم من الجيش الروسي القيصري كنوعٍ من مقاومة المحتلين، وكانت اواصر الأخوة موثقة بين قبيلة الأبزاخ وإخوانهم القبرطاي، حيث كان يدعم الأخيرين الأبزاخ بالسلاح والرجال في مقاومة المحتلين.
وكان الأبزاخ غير متشددين باتباع الدين الإسلامي، بل كانوا وسطيين في عباداتهم، وكانوا يفتقرون إلى العلماء والمشايخ ورجال الدين، حيث ساعدت الدولة العثمانية (الدولة المسلمة القريبة) بتوفير دعاة لنشر الدين الإسلامي بينهم.

## العادات والتقاليد
حين ارتكاب جريمة القتل أو السرقة أو الاعتداء على شرف امرأة بالقول أو بالفعل، أو كل من يمس بكرامة الإنسان وناموسه أو من يقتل أحد النبلاء، يغرم بدفع الدية كالآتي:
- 240 رأساً من الماشية بقر - جمال - حصان - غنم - ماعز، تُدفع دية.
- 200 رأساً من الماشية بقر - جمال - حصان - غنم - ماعز، تُدفع دية ممن يقتل فلَّاحاَ.
- 160 رأساً من الماشية بقر - جمال - حصان - غنم - ماعز، تُدفع دية ممن يقتل عبداَ.

وكذلك كانت تستعمل الشدة في السرقة ومن أجل البنات غير المتزوجات إذا ألحقن العار بأنفسهن، وكانت الغرامة القتل أو مقابل دية إنسان، وغرامة المرأة التي خانت زوجها -حسب عادة الأبزاخ- القتل أو تبقى عبدة خادمة طوال حياتها، ويمكن للزوج أن يبيعها متى شاء ذلك.
ومع أن عقوبة السرقة كانت شديدة إلى أن كانت تقع عند الأبزاخ حوادث سرقة كثيرة ناتجة عن حياة الفقر التي كانت سائدة عندهم، وصاحب الملك المسروق يتخلى عن الغرامة في كثير من الأحيان ويقوم هو بنفسه قتل السارق.

## المصدر
كتاب «حروب القفقاس ونتائجها» للمؤلف أحمد إسماعيل.

## وصلات خارجية
- موقع أديغة ستارز، موقع شركسي يعنى بتاريخ الشركس ويضم منتدى إلكترونياً.